# Hexapterella steyermarkii
Hexapterella steyermarkii är en enhjärtbladig växtart som beskrevs av Paulus Johannes Maria Maas och Hillegonda Maas. Hexapterella steyermarkii ingår i släktet Hexapterella och familjen Burmanniaceae. Inga underarter finns listade i Catalogue of Life.